# نوراك

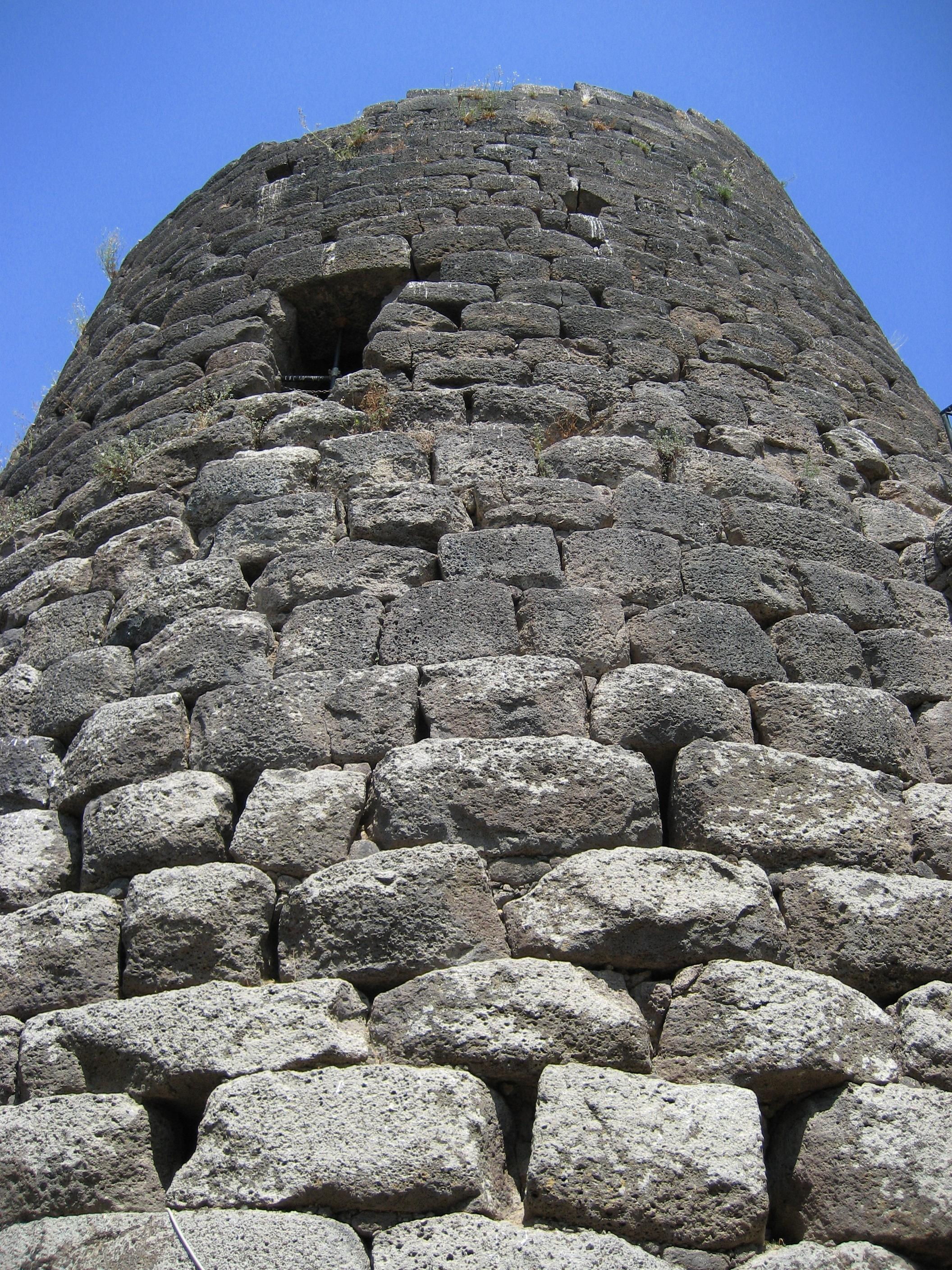
برج نوراكي في جزيرة سردينيا

النوراك (Nuraghe) هو برج حجري شكلة كمخروط مقطوع، يرجع تاريخه إلى الألفية الثانية قبل الميلاد، منتشر في جميع أنحاء جزيرة سردينيا.
هذة الأبراج كانت مركز الحياة الاجتماعية للسرديين القدامى، الذين سُميت حضارتهم باسم الأبراج. واحدة من أكثر الحضارات غموضاً في البحر الأبيض المتوسط.
فريدة من نوعها
هم من هي بين أكبر وأفضل المعالم المحافظ عليها في أوروبا. تعتير اليوم أفضل رمز معروف لسردينيا.

## معرض صور

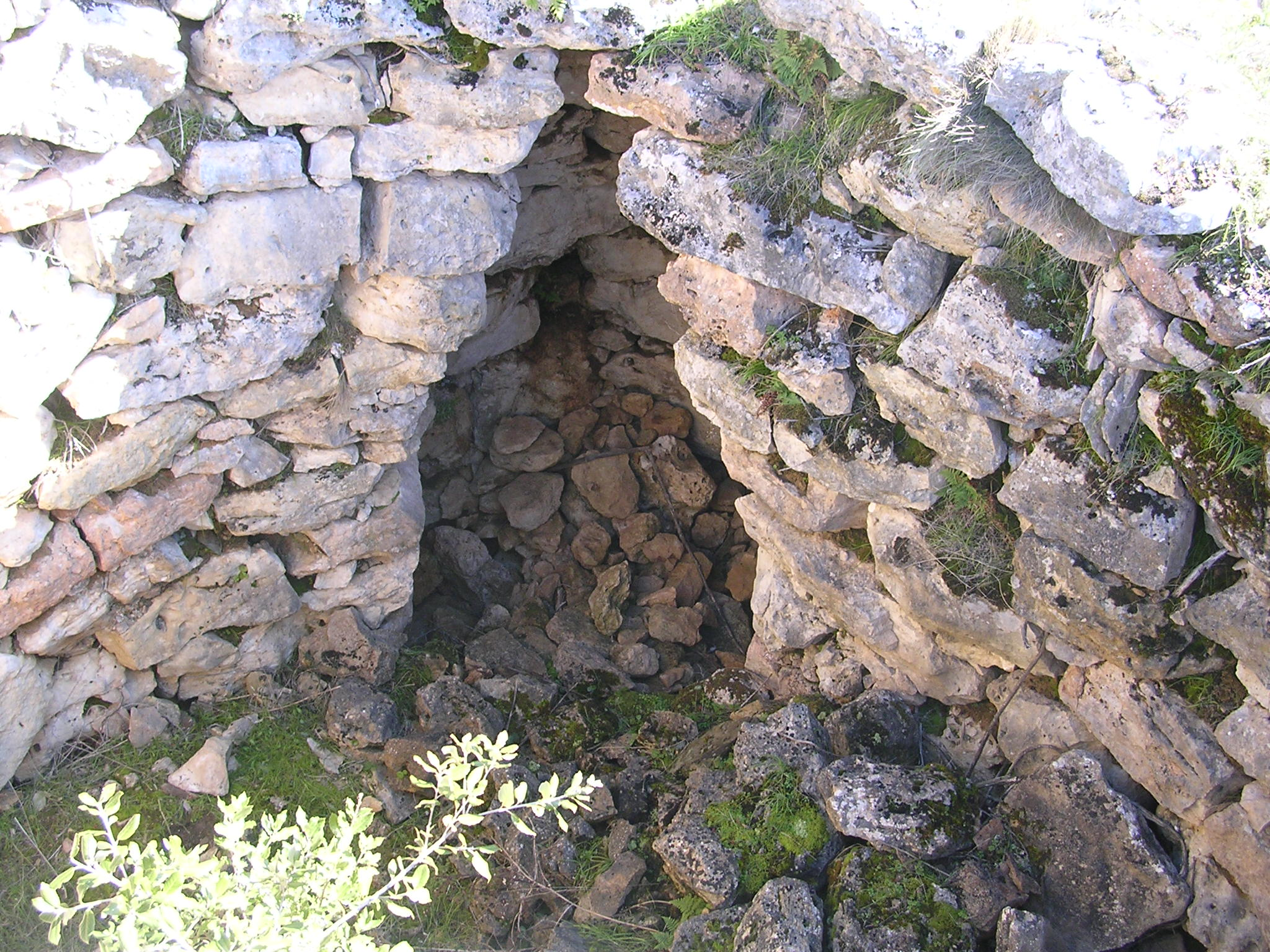
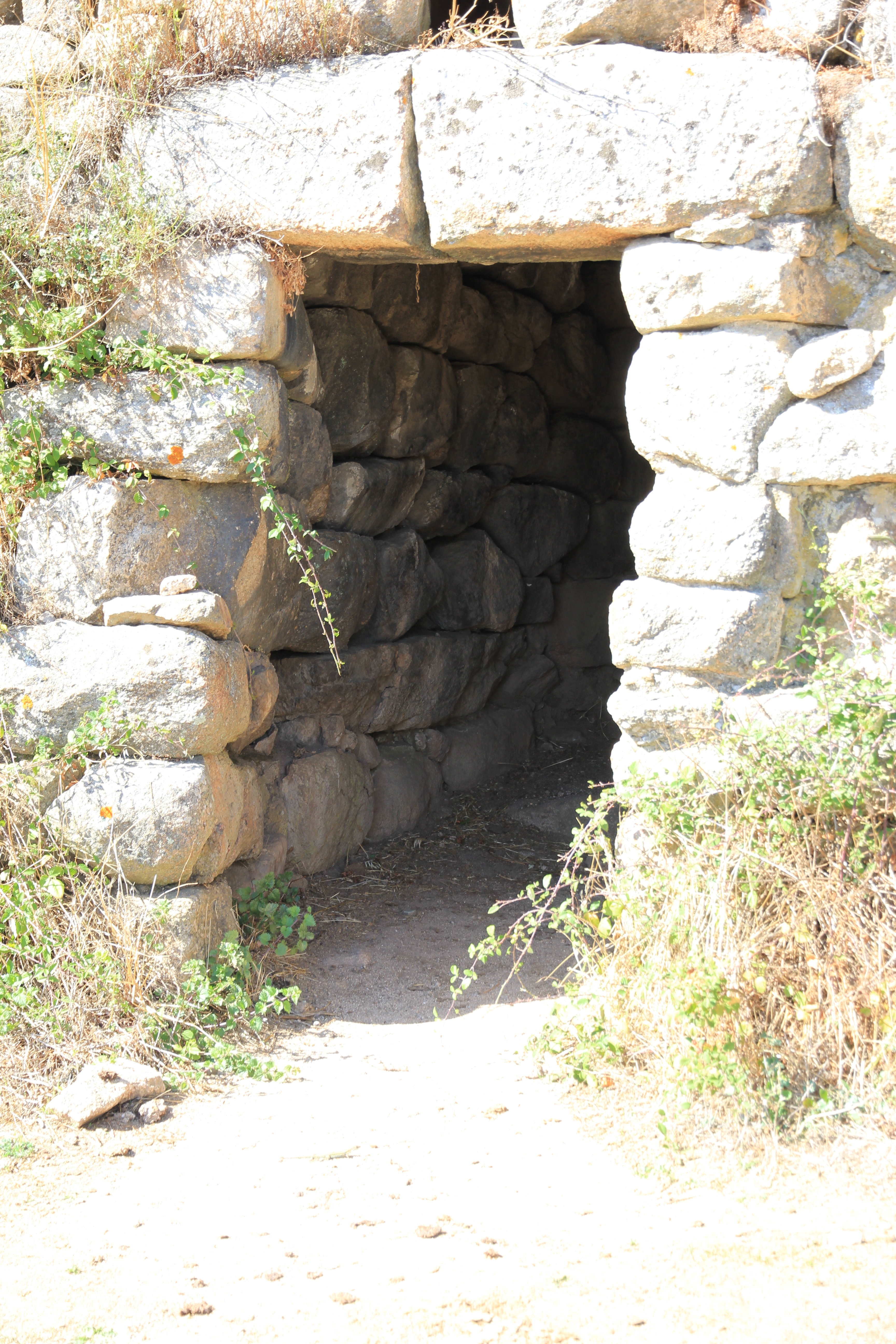
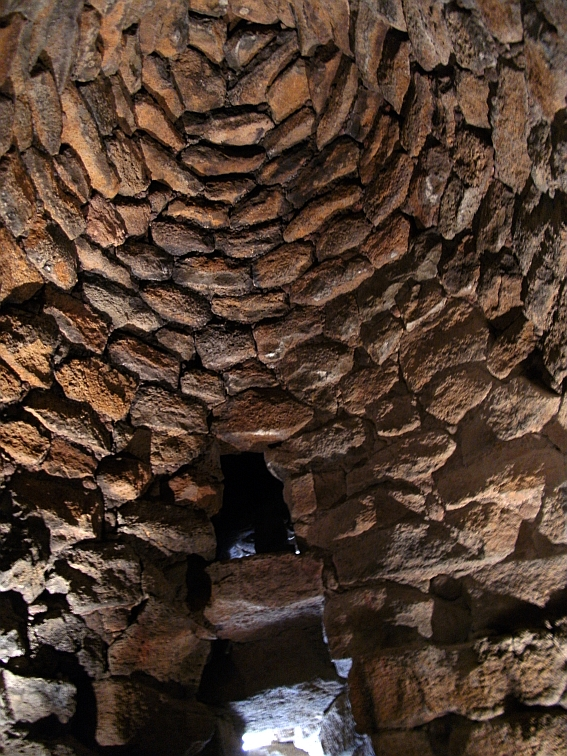
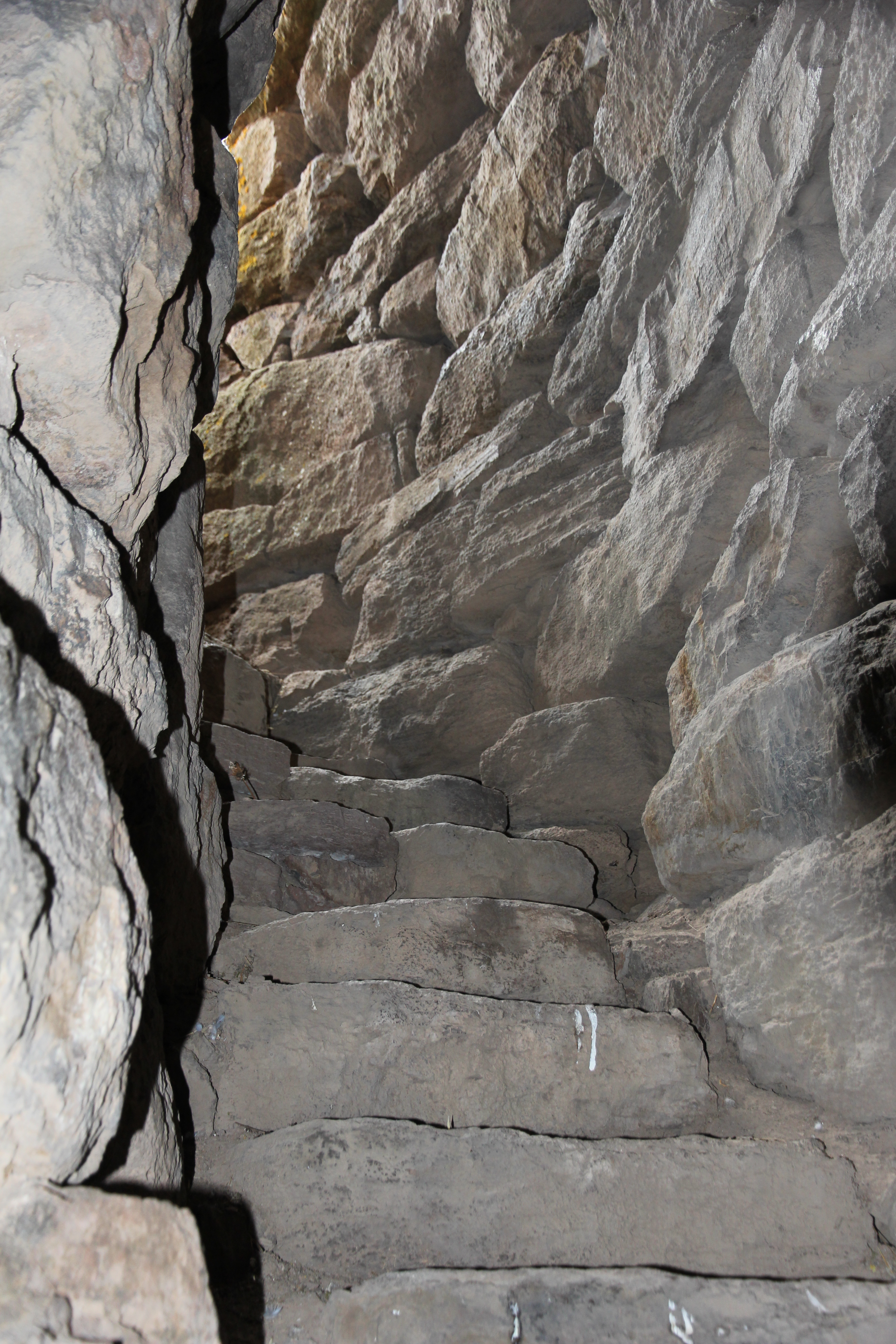

## وصلات خارجية
- موسوعة مع صور
- ArcheologiaSarda.com علم الآثار
- NeroArgento.com*